# Numer seryjny

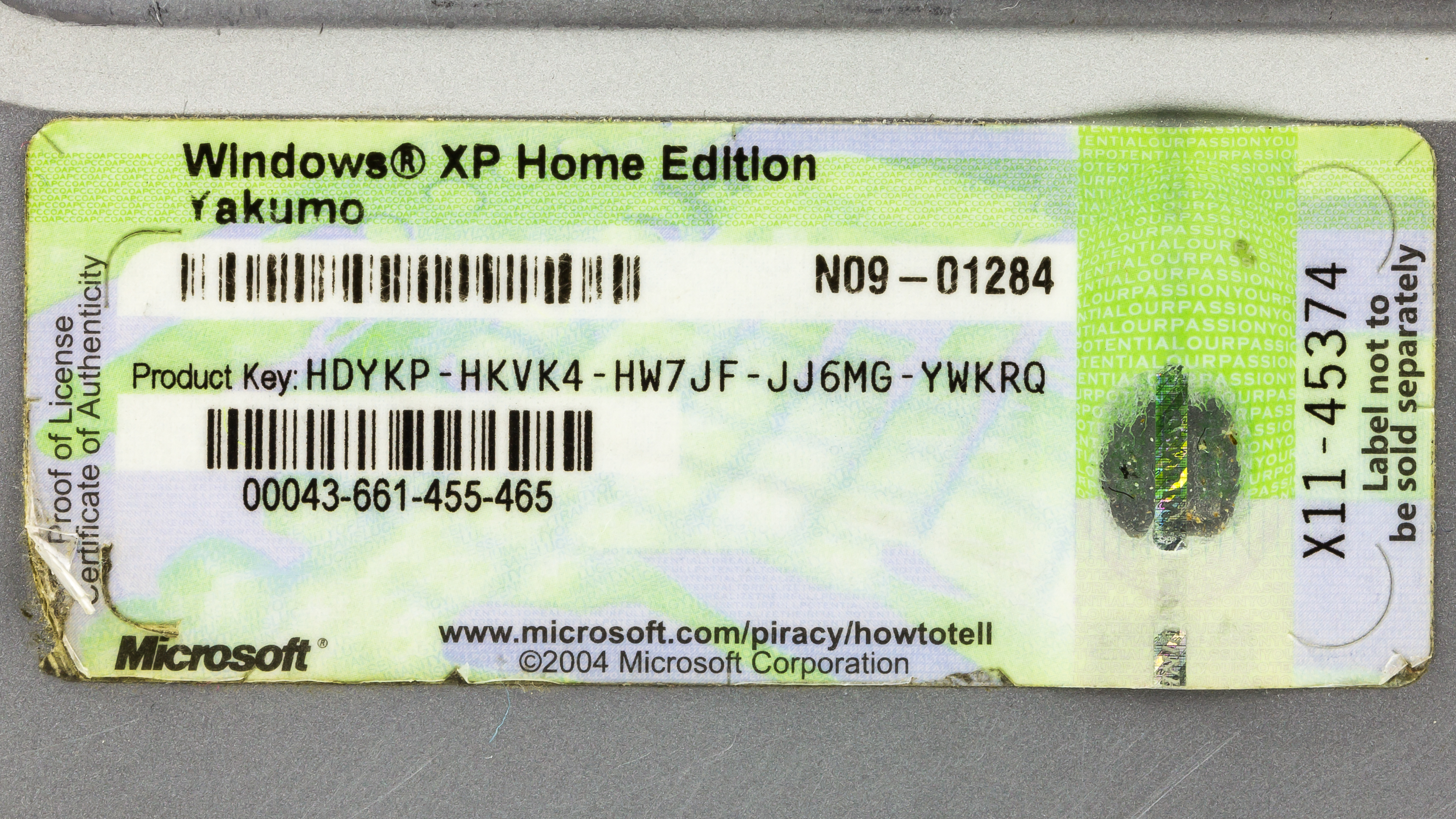
Numer seryjny w czwartym wierszu od góry

Numer seryjny – kod złożony z szeregu cyfr lub liter, nadawany produktowi lub serii produktów, w celu identyfikacji miejsca i czasu wyprodukowania, ustalenia legalności jego pochodzenia. Stosowany jest powszechnie we wszystkich gałęziach przemysłu.

## Oprogramowanie
Zasugerowano, aby ta sekcja została przeniesiona do artykułu Klucz produktu. (dyskusja)
W informatyce jest to unikatowy kod, nazywany również „kluczem” (ang. key), dodawany do programów, gier (ze względu na popularność nośnika oprogramowania jakim była płyta kompaktowa znany niegdyś jako CD-Key). Wspomniany kod ma potwierdzić prawo do użytkowania kopii oprogramowania zgodne z licencją oprogramowania. Najczęstszy, lecz niedoskonały sposób na zapobieganie piractwu. Współcześnie uzupełniony tzw. aktywacją.
Istnieją programy, które generują kod na podstawie oryginalnych bazy danych bądź metody na wyznaczenie akceptowanych (pasujących) kodów ukrytych w aplikacji. Używanie programów typu keygen, o których mowa, jest legalne tylko dla własnych potrzeb, np. w przypadku zagubienia oryginalnego „klucza” do posiadanego przez nas legalnego egzemplarza oprogramowania.